# 光叶偏瓣花
光叶偏瓣花（学名：Plagiopetalum serratum）是野牡丹科偏瓣花属的植物，是中国的特有植物。分布在缅甸以及中国大陆的云南等地，生长于海拔1,200米至3,450米的地区，一般生于山谷、山坡林下荫湿处及沟边，目前尚未由人工引种栽培。

## 异名
- Plagiopetalum serratum (Diels) Diels var. quadrangulum (Rehd.) C. Chen